# Ліліяна Паліхович
Ліліяна Паліхович (рум. Liliana Palihovici; *26 листопада 1971, Городище, Каларашський район) — молдовська політична діячка, віцеголова Парламенту Молдови (2010–2017), заступниця голови Ліберально-демократичної партії Молдови. Тимчасово виконувала обов'язки Голови Парламенту Молдови (25 квітня — 30 травня 2013).

## Біографія
Народилася 26 листопада 1971 в селі Городище, Каларашського району, Молдавської ССР. У 1994 закінчила історичний факультет Державного університету Молдови. У 1999 отримала постуніверситетську освіту за спеціальністю «сучасні іноземні мови». У 2001–2003 вивчала міжнародні відносини в Академії публічного управління при Президентові Республіки Молдова.

## Професійна діяльність
У 1993–1995 — викладач історії в столичному ліцеї «Мірча Еліаде», в 1995–2001 обіймала посаду головного спеціаліста з проблем молоді в Дирекції молоді Департаменту Міністерства освіти. У 2001 очолила Дирекцію молоді Департаменту молоді та спорту Республіки Молдова, займала посаду до 2003. З 2004 по 2007 — консультант ЮНІСЕФ, координатор проекту з розширення соціал-економічних прав та можливостей молоді, в 2007–2008 — консультант Світового банку.

## Політична діяльність
У 2007 входила до ініціативної групи по створенню Ліберально-демократичної партії Молдови. На з'їзді партії було обрано її віце-головою. Двічі в 2009, в 2010 і 2014 обирається в парламент за списками ЛДПМ. Член парламентської комісії з щодо соціального захисту, охорони здоров'я та сім'ї (з 2009).
30 грудня 2010 було обрано віце-головою парламенту Молдови. Після відставки Маріана Лупу і до обрання Ігоря Кормана тимчасово виконувала обов'язки голови Парламенту Молдови (25 квітня — 30 травня 2013).

## Сім'я
Чоловік — Сергій Паліхович, генеральний секретар Уряду Молдови (з 2015). Раніше обіймав посаду заступника генерального секретаря Уряду (2014–2015) і міністра навколишнього середовища в Уряді Кирила Габуріча (2015).
Діти — Дан-Маріус і Ангел-Давид.

## Нагороди
- 2014 — Орден Республіки.